# Puente de la Bahía de Chesapeake
El puente de la Bahía de Chesapeake (conocido localmente como el puente de la Bahía) es un importante doble puente de carretera estadounidense del estado de Maryland. Atraviesa  la bahía de Chesapeake y conecta la región rural de la costa oriental del estado con la costa occidental urbana. El puente original, inaugurado en 1952, tenía una longitud de 6,9 km y era en ese momento la estructura continua de acero sobre el agua más larga del mundo. El segundo puente paralelo se inauguró en 1973, siendo cada uno de ellos de doble carril y sentido único.
El puente se llama oficialmente puente conmemorativo del Gobernador William Preston Lane Jr. en honor a William Preston Lane Jr., quien, como 52.º Gobernador de Maryland, inició su construcción a finales de los años 1940, después de décadas de indecisión política y controversia pública.
El puente es parte de la Ruta 50 de los Estados Unidos (US 50) y de la US 301, y sirve como un enlace vital en ambas rutas. Como parte de la US 50, conecta el área metropolitana de Baltimore-Washington con Ocean City, Maryland, Rehoboth Beach, Delaware, y otros destinos turísticos costeros. Como parte de la US 301, sirve como parte de una ruta alternativa para los viajeros de la Interestatal 95, entre el norte de Delaware y el área de Washington, D.C. Debido a esta conexión, el puente es muy utilizado y se ha convertido en un punto de congestión de tráfico, especialmente durante las horas punta y los meses de verano.
Antes de la construcción del primer puente, la bahía se atravesaba mediante transbordadores.  
Desde 1975 se organiza una carrera a pie anual de 10 km cuyo recorrido atraviesa el puente.  
Las repercusiones económicas del puente en las zonas que conecta han sido importantes, y tanto el condado de Queen Anne como Ocean City han crecido considerablemente desde la construcción del puente.  
Desde 2004 se ha venido examinando la posibilidad de ampliar el puente en el futuro, y se está formando un grupo de trabajo para investigar la posibilidad de construir un tercer tramo.

## Galería

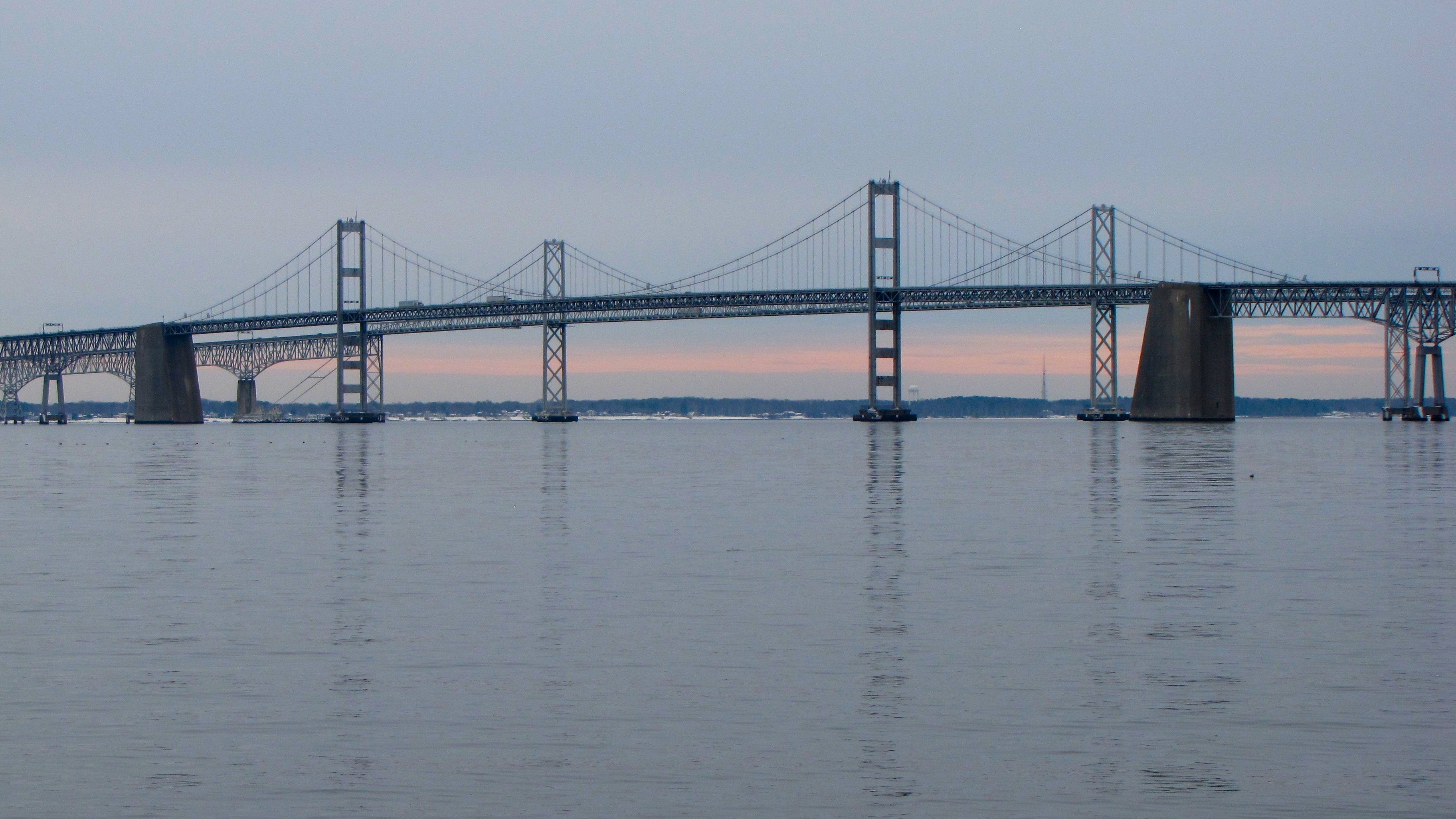
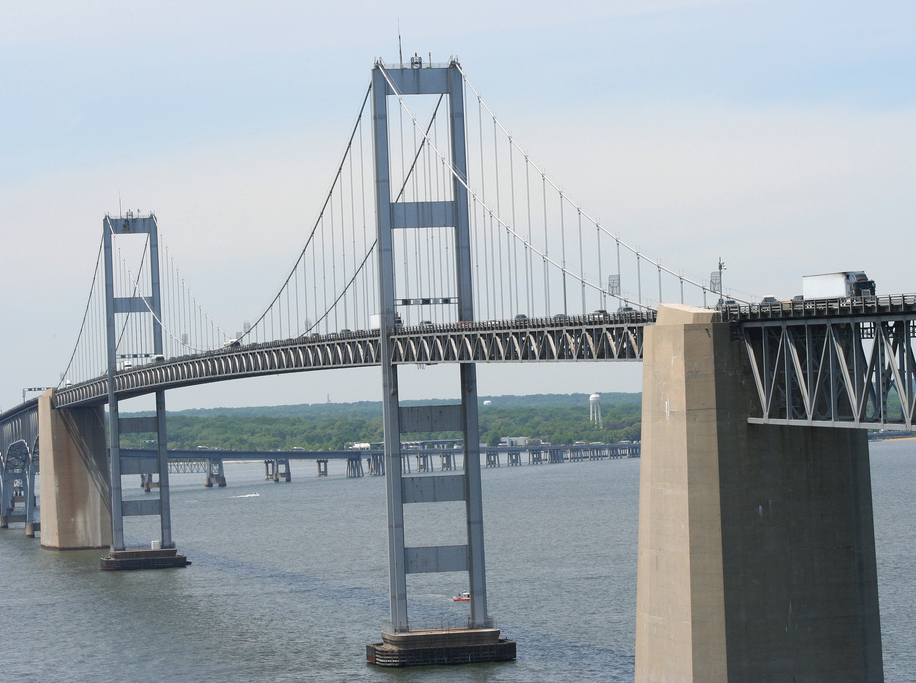
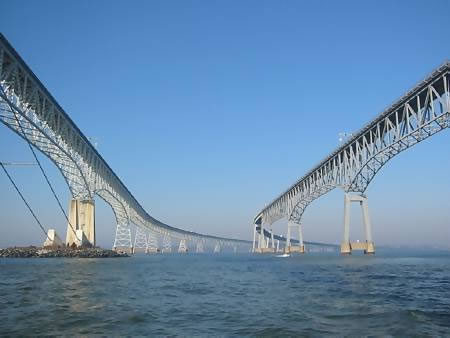